# Теофания Папатома
Теофанѝя Папатома̀ (на гръцки: Θεοφανία Παπαθωμά) е гръцка актриса, режисьорка, юристка, сценаристка, работила както в киното, така и в телевизията, и писателка, авторка на книги за деца.

## Биография
Родена е на 21 март 1972 година в македонския град Сяр, Гърция. Учи право в университета „Аристотел“ в Солун и след това практикува в Атина. Актьорският си дебют в телевизията прави в 1998 година с главната си роля в сериала на Манусос Манусакис „Докосване на душата“ (Άγγιγμα ψυχής). Теофания Папатома дебютира в киното в 2002 година във филма на Никос Панайотопулос „Уморих се да убивам любовниците ти“ (Κουράστηκα να σκοτώνω τους αγαπητικούς σου).
Папатома пише сценариите и режисира два късометражни филма - „Махай се, ела“ (Φύγε Εσύ, Ελα Εσύ), който е награден в 2008 година на Драмския международен фестивал на късометражния филм, и „Юбилеят“ (Η Επέτειος). Авторка е на книги за деца за „Приключенията на Ираклис Биберос: Зачатието“, „Приключенията на Ираклис Биберос: Бременността“, „Приключенията на Ираклис Биберос: Раждането“ и на детския мюзикъл „Коледа идва“. Превежда четири пиеси и поставя на театралната сцена творбата на Нийл Саймън „Последният любовник“.
Теофания Папатома е награждавана за актьорската си работа за любима актриса за ролята си в сериала „Докосване на душата“ и най-добра актриса за ролята си в сериала „Акробатът“ (Ακροβατώντας).
В 2006 година се жени за актьора Пасхалис Царухас, с когото има син. Бракът им продължава до 2012 година, когато се разделят, а разводът става официален в следващата 2013 година. След това започва връзка с певеца Григорис Петракос, с когото има две дъщери.

## Творчество

### Телевизия
| Година      | Заглавие                                                                          | Канал           |
| ----------- | --------------------------------------------------------------------------------- | --------------- |
| 1998 - 1999 | Άγγιγμα ψυχής                                                                     | АНТ1            |
| 2000 - 2001 | Μαύρος ωκεανός                                                                    | АНТ1            |
| 2003        | Λευκός οίκος                                                                      | АНТ1            |
| 2003-2004   | Ακροβατώντας                                                                      | Алфа ТВ         |
| 2004 - 2005 | Tηλεμπόρα                                                                         | Мега Чанъл      |
| 2006        | 30 μέρες αγωνίας                                                                  | АНТ1            |
| 2007        | Εντιμότατοι κερατάδες, επεισόδιο 23 Οι ιστορίες του αστυνόμου Μπέκα, επεισόδιο 20 | Алфа ТВ Алфа ТВ |
| 2008        | Αληθινοί έρωτες, επ. 18 «Τυχαία συνάντηση»                                        | Алфа ТВ         |
| 2010 - 2011 | Η Πολυκατοικία (в трети сезон, в пет епизода)                                     | Мега Чанъл      |